# 三条実平
三条 実平（さんじょう さねひら）は、鎌倉時代初期から中期にかけての公卿。太政大臣・三条公房の二男。官位は正三位・非参議、左中将。右大臣・三条実親の同母弟。

## 経歴
以下、『公卿補任』と『尊卑分脈』の内容に従って記述する。
建保元年（1213年）12月14日、侍従に任ぜられる。建保4年（1216年）1月5日、従五位上に昇叙。建保5年（1217年）1月28日、安芸権介を兼ねる。建保6年（1218年）1月5日、正五位下に昇叙。承久3年（1221年）1月5日、従四位下に昇叙。貞応元年（1222年）11月26日、従四位上に昇叙。同年12月8日、禁色を許される。貞応2年（1223年）12月17日、正四位下に昇叙。
嘉禄元年（1225年）1月5日、従三位に叙される。同月7日、侍従は元の如し。同月27日、左中将を兼ねる。嘉禄2年（1226年）1月23日、越中権守を兼ねる。安貞2年（1228年）3月20日、正三位に昇叙。貞永元年（1232年）1月30日、尾張権守を兼ねる。建長元年（1249年）10月13日、父・公房の喪が明けて復任。正嘉元年（1257年）2月、出家。

## 系譜
- 父：三条公房（1179-1249）
- 母：中山忠親の長女
- 妻：不詳
  - 女子：亀山天皇典侍